# Rozdělení Berlína

Schematická mapka rozdělení Berlína

Rozdělení Berlína do čtyř sektorů, z nichž pak vznikl Západní Berlín a Východní Berlín, patří k nejznámějším důsledkům studené války mezi vítěznými mocnostmi druhé světové války.

## Rozdělení města a politický status

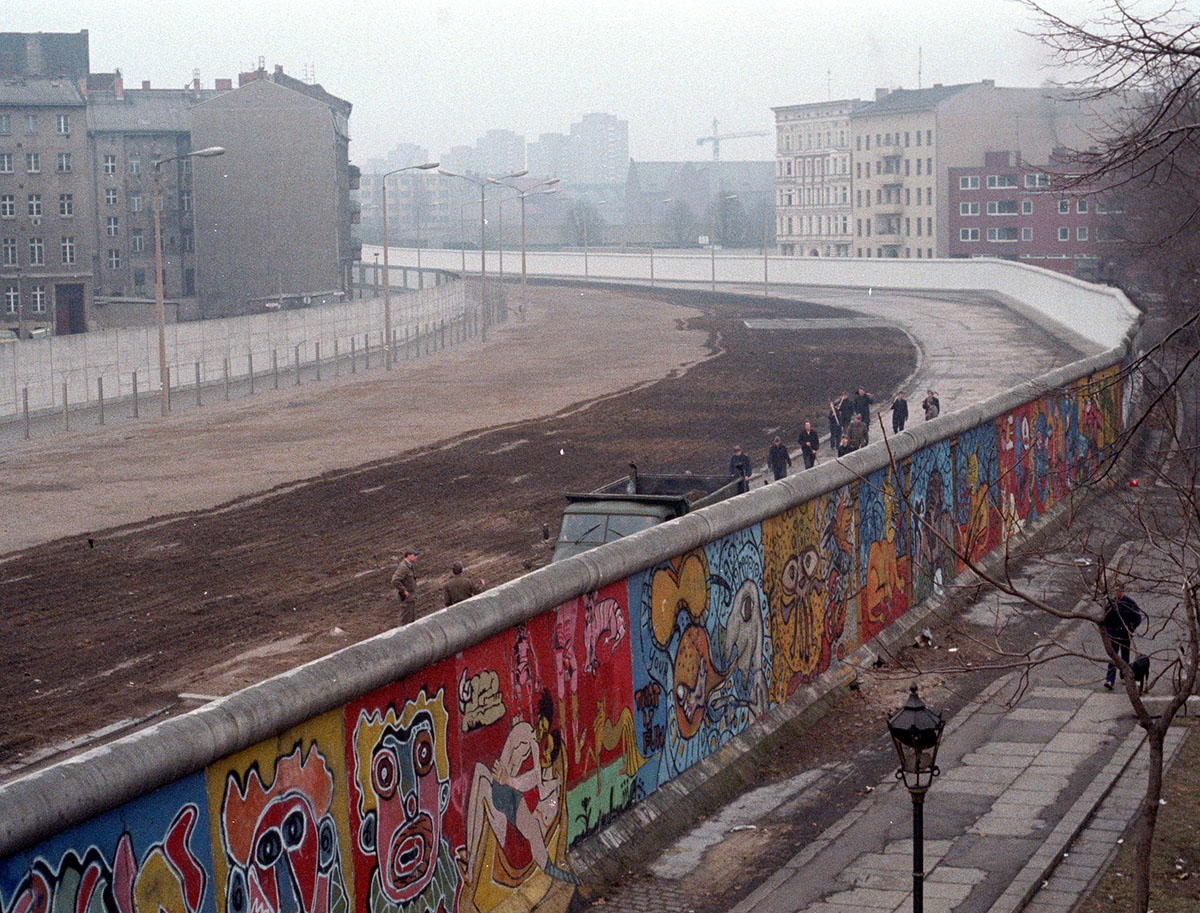
Berlínská zeď

## Městské obvody podle sektorů

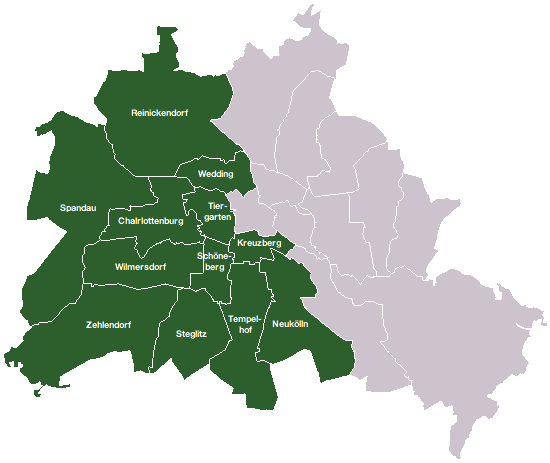
Západní Berlín

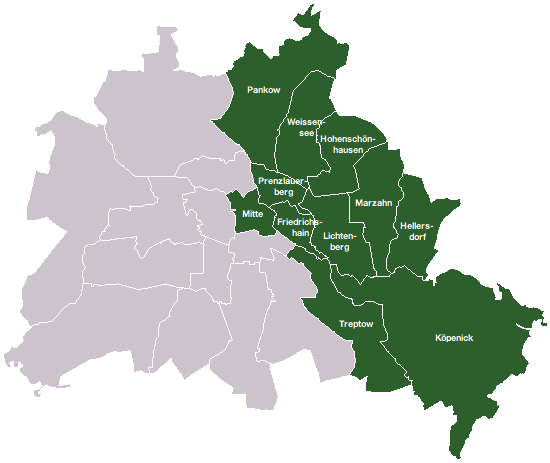
Východní Berlín